# Pura (Crash Bandicoot)
Pura es un personaje de la saga Crash Bandicoot, creado por Naughty Dog. Su primera aparición fue en Crash Bandicoot 3.

## Descripción
Al igual que Polar, Pura era un tigre que daba paseos en China hasta que llegó Coco. Su primera aparición fue un personaje en el que montar (al igual que Polar en Crash Bandicoot 2), hasta que se lanzaron los juegos Crash Team Racing y Crash Nitro Kart, donde Pura es un personaje jugable. Es la mascota de Coco y no tiene ninguna relación con Crash Bandicoot (al igual que Polar, que es mascota de Crash y no tiene ninguna relación con Coco Bandicoot).

## Crash Bandicoot 3: Warped
Es su primera aparición, en la que ayuda a Coco a pasar ciertos niveles con más velocidad y la ayuda a vencer a N. Gin

## Crash Team Racing (CTR)
Es un personaje jugable, trata de ganar en el torneo al igual que Polar, con ayuda y consejos de Aku-Aku.

## Crash Bandicoot: The Wrath of Cortex
Es solo un cameo (aparece en principio, desarrollo y final).

## Crash Nitro Kart
Es un personaje oculto, y al igual que Polar es hipnotizado por N. Trance.

## Crash Boom Bang
pura es un personaje jugable y comenzara a caminar en dos patas.

## Curiosidades
- A pesar de ser un tigre, Pura hace sonidos de Gato, aunque se puede decir que esto tiene más sentido, en comparación a Polar que hace sonidos de perro.
- En contra de lo se cree, Pura es en realidad un Tigre macho.
- En Crash Team Racing, Si se juega con un personaje desbloqueable (y no con los personajes principales) Pura quedara fuera de la Carrera.
- originalmente, la apariencia de Tiny Tiger en Crash of the titans iba hacer una fusión entre Pura y Baby T (el dinosaurio Bebe que monta crash en Crash Bandicoot Warped)

- Datos: Q3925897